# Чан, Эрни
Эрнесто Чан (англ. Ernesto Chan; имя при рождении — Эрнесто Чуа (англ. Ernie Chua); 27 июля 1940 — 16 мая 2012) — американский художник комиксов.

## Биография
Чан родился под именем Эрни Чуа из-за опечатки в свидетельстве о рождении. Когда он получил гражданство США, то сменил фамилию на Чан. Он эмигрировал в Соединённые Штаты в 1970 году и стал гражданином страны в 1976 году.

## Личная жизнь
Чан жил в Окленде. У него было трое детей; его дочь Клео Кэрон Чан родилась 25 апреля 1978 года. Эрни умер 16 мая 2012 года после продолжительной борьбы с раком.

## Награды
В 1980 году Чан получил премию Inkpot Award за свои достижения в комиксах.

## Работы

### DarkBrain
- The Vat (2009)

### DC Comics
- Adventure Comics (Spectre) #437-438; (Seven Soldiers of Victory) #441 (1975)
- Batman #262-264, 267, 269—270, 273—283 (1975—1977)
- Captain Carrot and His Amazing Zoo Crew! #18 (1983)
- Claw the Unconquered #1-7 (1975—1976)
- Dark Mansion of Forbidden Love #4 (1972)
- DC Special Series (The Unexpected) #4 (1977)
- Detective Comics (Elongated Man) #444; (Batman) #447-449, 451—453, 456, 458, 460—466 (1974—1976)
- Forbidden Tales of Dark Mansion #8 (1972)
- Ghosts #4, 10-11, 14, 21, 27, 30, 70 (1972—1978)
- G.I. Combat #209 (1978)
- House of Mystery #203, 251, 254—257, 290 (1972—1981)
- House of Secrets #117, 124, 126, 129, 133, 137, 141, 143—144, 147—148 (1974—1977)
- The Joker #3 (1975)
- Jonah Hex #6-9 (1977—1978)
- Kamandi #47, 49 (1976—1977)
- Sandman #2-3 (1975)
- Secret Society of Super Villains #4 (1976)
- Secrets of Haunted House #1, 5 (1975—1976)
- Secrets of Sinister House #16 (1974)
- Superman (Fabulous World of Krypton) #282 (1974)
- Swamp Thing #24 (1976)
- Tales of Ghost Castle #3 (1975)
- Teen Titans (Lilith) #43 (1973)
- The Unexpected #134, 146, 149, 151, 170, 182, 188 (1972—1978)
- Weird Mystery Tales #14 (1974)
- Weird War Tales #17, 24, 26, 29-30, 42, 44, 49, 53-54, 58-59 (1973—1978)
- The Witching Hour #40, 62 (1974—1976)
- World's Finest Comics (Superman and Batman) #242 (1976)

### Marvel Comics
- Captain Marvel #24 (1973)
- Chamber of Chills #3 (1973)
- Conan the Barbarian #87, Annual #9-11; #26-36, 40-43, 70-86, 88-118, 131, 134, 142, 144, 147—153, 156—157, 168, 175, 177—178, 181—185, 187—190, 249—250, 252, 254, 275 (1973—1993)
- Daredevil #96-98 (1973)
- Doc Savage #2 (1972)
- Doc Savage vol. 2 #8 (1977)
- Doctor Strange vol. 2 #27-29 (1978)
- Haunt of Horror #1 (1974)
- King Conan #5, 10 (1981—1982)
- Kull the Conqueror vol. 2 #4 (1984)
- Kull the Destroyer #21-29 (1977—1978)
- Marvel Comics Presents (Starfox) #65 (1990)
- Marvel Two-in-One #35-36 (1978)
- Power Man and Iron Fist #94-100 (1983)
- Savage Sword of Conan #29, 35, 68, 71, 76, 111, 113, 116, 119, 122—123, 137, 155, 158, 160—161, 164, 172—173, 177, 179, 183, 185, 187, 212, 214, 227; #62-64, 66, 71-72, 77-79, 81, 87, 95, 99-100, 102, 104, 108—109, 132—135, 137—142, 144, 146—148, 150—152, 166—169, 178—179, 185, 191—200, 202—206, 212 (1978—1994)
- Spider-Woman #29 (1980)
- Tales of the Zombie #4 (1974)
- Thor #336 (1983)

### Warren Publishing
- Creepy #88 (1977)